# Знайомство за шлюбним оголошенням
«Знайомство за шлюбним оголошенням» (фр. Cours après moi que je t'attrape) — французька кінокомедія 1976 року режисера Робера Пуре. 

## Сюжет
Жаклін Брашeр (Анні Жирардо), яка підстригає собак у салоні для догляду за тваринами, набридло жити самотньо, тому вона з журналом «Французький мисливець» у руках, очікує в кафе на чоловіка за шлубним оголошенням, який повинен з’явитися з таким самим журналом. Ним виявився розлучений податківець Поль Гайяр (Жан-П'єр Мар'єль). Обом по сорок років, у них різні характери і кожен має свої маленькі примхи, яких вони не можуть позбутися. Вони давно розчарувалася в коханні, тому кожна зустріч перетворюється на суперечку. Тож чим закінчиться їхнє знайомство? 

## Ролі виконують
- Жан-П'єр Мар'єль — Поль Гайяр
- Анні Жирардо — Жаклін Брешер
- Женев'єв Фонтанель[fr] — Сімона Дару
- Марілу Толо — Аніта
- Даніель Прево — Шампфрен

## Нагороди
- 1977 Премія Давида ді Донателло [1]:
  - найкращій іноземній акторці — Анні Жирардо